# Сюгдер
Сюгде́р (также Сюгджер, Сюгдьэр) — пресноводное озеро термокарстового происхождения в Бордонском наслеге Нюрбинского района Якутии, в восточной части Среднесибирского плоскогорья.

## Общие сведения
Площадь озера 25 км². Площадь водосбора составляет 149 км². Высота над уровнем моря — 334 м. Протяжённость озера 6,443 км, ширина достигает 4,934 км.  Объём воды в озере составляет 0.03011 км³. Общая минерализация не превышает 246 мг/л.

## Описание
Котловина озера имеет округлую форму. Впадает 17 незначительных водотоков. На востоке вытекает река Улахан-Дюктели, впадающая в Марху (левый приток Вилюя). Берега относительно низкие, заболоченные на западе и юго-западе. Северо-восточный берег покрывает тайга. Острова отсутствуют. Дно илистое.
С целью охраны животного мира (лось, дикий северный олень, обыкновенная лисица, соболь, ондатра, заяц, колонок, горностай, рысь, глухарь, тетерев, куропатка и др.) в 2000 году вокруг озера был создан региональный ресурсный резерват Сюгджэр общей площадью 402 066,0 га.